# HD 112519
HD 112519，又名BD-21 3635，SAO 181265、HR 4918，是一颗恒星，视星等为6.31，位于銀經304.78，銀緯40.1，其B1900.0坐标为赤經12h 52m 13s，赤緯-22° 40.1′ 44″。